# Cea de-a 9-a viață a lui Louis Drax
Cea de-a 9-a viață a lui Louis Drax (titlu original: The 9th Life of Louis Drax) este un film american thriller supranatural din 2016 regizat de Alexandre Aja și scris de 	Max Minghella după o carte de Liz Jensen. Rolurile principale au fost interpretate de actorii Jamie Dornan, Sarah Gadon, Aiden Longworth, Oliver Platt, Molly Parker, Julian Wadham, Jane McGregor, Barbara Hershey și Aaron Paul.

## Prezentare
La a noua aniversare a sa, Louis Drax aproape că a murit într-un accident. Hotărât să afle circumstanțele, dr. Allan Pascal se cufundă într-o investigație care îl va duce la frontierele realității și fanteziei.

## Distribuție
- Jamie Dornan - Dr. Allan Pascal
- Sarah Gadon - Natalie Drax
- Aaron Paul - Peter Drax
- Aiden Longworth - Louis Drax
- Oliver Platt - Dr. Perez
- Molly Parker - Dalton
- Julian Wadham - Dr. Janek
- Jane McGregor - Sophie
- Barbara Hershey - Violet